# Irgendwas mit Medien
Irgendwas mit Medien ist eine deutsche Mockumentary-Serie, die von den der UFA Serial Drama GmbH für den MDR produziert und am 14. April 2023 in der ARD-Mediathek veröffentlicht wurde. Die Idee und das Drehbuch stammen von Jano Kaltenbach und Mirko Muhshoff. Beide haben ebenso Regie geführt und verkörpern die Hauptfiguren. Die Serie spielt an einer fiktiven Kunsthochschule in Weimar.

## Handlung
Lennart Schowiak studiert im ersten Semester Medienkunst an einer kleinen Hochschule in Weimar und wird dabei von einem fiktiven Kamerateam begleitet. Sein übersteigertes Selbstbewusstsein und soziale Inkompetenz erschweren es ihm, sich mit anderen Studierenden anzufreunden und sorgen regelmäßig für unangenehme Situationen. Sein desillusionierter Tutor und Langzeitstudent Simon Domann rät ihm, zu akzeptieren, dass er an der Uni nichts Besonderes mehr sei.
Durch eine Strafarbeit, die ihnen gemeinsam vom exzentrischen Textil-Professor Maulhardt auferlegt wird, freunden sich Lennart und Simon langsam miteinander an. Lennarts Arroganz und Ambitionen kollidieren dabei immer wieder mit Simons Abgeklärtheit und Demotivation.
Im Mittelpunkt der acht Folgen stehen neben dem universitären Alltag die humorvolle Betrachtung verschiedener gesellschaftlicher Themen, wie der Umgang mit Alltagsrassismus, der Corona-Pandemie, Queerness oder dem Machtverhältnis zwischen Studierenden und Dozierenden.

## Entstehung
Jano Kaltenbach und Mirko Muhshoff lernten sich im Studium an der Bauhaus-Universität Weimar kennen und entwickelten aus den Erlebnissen des Alltags an einer Kunsthochschule das Konzept zu der Serie. Anschließend drehten sie gemeinsam mit Kommilitoninnen eine Pilotfolge für das Projekt. Neben der Übernahme der Regie, probierten sie sich dabei auch als Schauspieler. Mit der Pilotfolge bewarben sie sich bei verschiedenen Förderprogrammen zur Serienentwicklung und wurden schließlich bei Formate aus Thüringen für ein Mentorenprogramm nominiert. Hierüber konnten sie im Anschluss mit der Produzentin Helga Löbel zusammenarbeiten, die das Projekt schließlich mit der UFA Serial Drama GmbH produziert hat.

## Produktion
Gedreht wurde an 22 Drehtagen in Weimar. Die Autoren der Serie, Jano Kaltenbach und Mirko Muhshoff, verkörpern die Hauptfiguren selbst. Neben dem Dreh nach Drehbuch, wurden einzelne Szenen auch improvisiert um authentische Dialoge und Interaktionen zu provozieren. Zu diesem Zweck wurde in Teilen auch mit Laiendarstellenden zusammengearbeitet.
Für viele der Teammitglieder war die Serie das Debütprojekt. Cast und Crew bestanden in vielen Teilen aus (ehemaligen) Medienstudierenden. Die Premiere fand im Audimax der Bauhaus-Universität Weimar statt.
Seit dem 14. April 2023 ist die Serie in der ARD-Mediathek verfügbar.

## Rezeption

### Kritiken
Die Serie wurde insgesamt positiv aufgenommen.
Häufig folgte der Vergleich zu bestehenden Mockumentary-Fernsehserien (wie z. B. The Office bzw. Stromberg, Die Discounter) aufgrund der insbesondere durch die Hauptfigur Lennart zum Ausdruck gebrachten Fremdscham.
Jan Freitag schrieb in seiner Serienkritik auf DWDL.de: „[...] Mirko Muhshoff und Jano Kaltenbach [simulieren] eigenhändig Charaktere, die es in Weimar genauso geben dürfte wie in Wuppertal und Wien. Hochnotpeinliche, allenfalls unfreiwillig komische Jugendspießer à la Oliver Pocher, von denen einer auf seiner Wettcouch festklebt, ein anderer nicht mehr nu(h)r im Ersten auf der Emanzipation rumhackt und das Prachtexemplar sogar US-Präsident war. Dass es ausschließlich Männer sind, darüber sollten jene, die unreflektierte Chauvis wie [Lennart] Schowiak unvorstellbar finden, mal nachdenken. [...] [Lennart ist] ein Horrorclown wie Bernd Stromberg. Zum Gruseln, Heulen, Lachen, das oft im Halse stecken bleibt. Über uns selbst.“
Tilmann P. Gangloff von Tittelbach.tv wertete die Serie insbesondere unter der Betrachtung als Debüt als erfolgversprechend: „Sollten die beiden als Team weitermachen, werden die Preise, die sie für Irgendwas mit Medien hoffentlich bekommen, garantiert nicht die letzten sein.“
Paul Weinheimer hob in seiner Kritik für das Hamburger Abendblatt die Wirkung der Serie abseits der reinen Fremdscham hervor: „Gerade die Kombination von Fremdscham und Momenten der Trauer, Liebe sowie einer unerwarteten Freundschaft lässt die Figuren menschlich und lebendig wirken. “
Carlota Brandis bemängelte im Feuilleton der Frankfurter Allgemeine Zeitung, die Serie „bedient alle Aspekte einer erfolgreichen Mockumentary. Die Umsetzung ist jedoch überspitzt, das Fremdschämen avisiert. [...] Der Zuschauer will zu oft wegsehen – und die Dramaturgie zieht in solchen Momenten auch nicht an.“ Sie schließt sich aber dem Tenor anderer Kritiken bezüglich der Authentizität an: „Trotzdem gelingt es den beiden [...] dem Zuschauer Erlebnisse im ersten Studiumssemester authentisch näherzubringen“.

### Auszeichnungen
- 2023: Eisvogel – Preis für nachhaltige Filmproduktionen des Bundesministerium für Umwelt, Naturschutz, nukleare Sicherheit und Verbraucherschutz[11]
- 2023: Label „green motion“ – als erste UFA-Produktion für die Einhaltung ökologischer Mindeststandards für eine umwelt- und ressourcenschonende Produktion.[12]
- 2024: Grimme-Preis 2024 – Nominierung im "Wettbewerb Kinder & Jugend" in der Kategorie "Jugend".[13]